# Ботьо Ботев (художник)
Ботьо Матев Ботев (1954 – 2012) е български художник, роден в Стара Загора.

## Биография и творчество
Ботьо Ботев завършва художествената гимназия в град Казанлък през 1973 г. През 1980 г. завършва „Живопис“ във Великотърновския университет „Св. св. Кирил и Методий“ в курса на професор Александър Терзиев.
След дипломирането си участва във всички окръжни и редица национални изложби, а през 1984 г. получава първото си сериозно признание – II степен за живопис „Стара Загора“.
Ботьо Ботев работи във всички жанрове на кавалетната и монументална живопис. Получава добри отзиви от чуждестранни галеристи за изявите си в ОНД, Полша, Австрия и др. Има десетки изложби.
Става учител по изобразително изкуство в V ОУ „Митьо Станев“ – Стара Загора.
Сред творбите му са стенописи в старозагорски училища – Търговска гимназия „Княз Симеон Търновски“, VОУ „Митьо Станев“.

## Отличия
- 1983 т. – Награда „Стара Загора“ за високи художествено-творчески постижения в духовния живот и в сферата на образованието и науката в община Стара Загора[5]
- 1984 г. – II степен за живопис „Стара Загора“
- 1988 г. – II награда на национална учителска изложба, София